# Pinocchio (jeu vidéo)
Pour les articles homonymes, voir Pinocchio (homonymie).
 (octobre 2019).
Si vous disposez d'ouvrages ou d'articles de référence ou si vous connaissez des sites web de qualité traitant du thème abordé ici, merci de compléter l'article en donnant les références utiles à sa vérifiabilité et en les liant à la section « Notes et références ».
Pinocchio est un jeu vidéo de plates-formes sorti en 1995 sur Mega Drive et Super Nintendo. Le jeu a été développé par Virgin Studios London, Bit Managers et NMS Software en collaboration avec Walt Disney Feature Animation puis édité par Buena Vista Games, THQ et Virgin Interactive.
Il s'agit d'une adaptation du film Pinocchio de Disney, sorti en 1940.

## Système de jeu
Le joueur dirige Pinocchio. 
Pinocchio peut sauter et donner des coups de pied à ses ennemis.
Jiminy Cricket, la bonne conscience de Pinocchio sera également dirigeable dans un niveau du jeu. Il est capable de sauter, se protéger avec son parapluie, ouvrir ce dernier lors d'un saut pour ralentir sa chute et enfin s'en servir pour asséner des coups à ses ennemis.

## Synopsis
Le scénario du jeu reprend celui du film.
Pinocchio est une marionnette vivante. Il devra au cours de son aventure prouver qu'il sait se conduire correctement afin de devenir un véritable petit garçon de chair et d'os.

## Niveaux
Le jeu se compose de dix niveaux :
- niveau 1 : An actor's life for me

Pinocchio est sur le trajet de l'école. Le joueur doit l'y amener en prenant garde aux ennemis se dressant sur sa route comme Grand Coquin ou encore Gédéon.
- niveau 2 : Lampside Setting

Jiminy Cricket doit se défaire d'un certain nombre d'insecte sur une lanterne.
- niveau 3 : Puppet Show

Dans ce niveau, Pinocchio doit reproduire les mouvements effectués par les autres marionnettes en scène. Pour cette occasion, la jouabilité se trouve modifiée et chaque bouton correspond à un mouvement particulier.
- niveau 4 : Pleasure Island

Sur l'île aux plaisirs, Pinocchio va devoir s'accrocher à des ballons afin de rallier la fin du niveau. Il devra durant ce parcours dans les airs éviter les projectiles lancés par les autres enfants.
- niveau 5 : Pleasure Island II

À présent, Pinocchio se trouve dans un chariot de mine, tout au long du niveau il devra à diverses reprises se baisser pour ne pas percuter les obstacles se dressant sur son chemin et sauter dans les autres chariots lorsque l'occasion se présente.
À la fin du niveau, vous vous retrouverez à pied sur les rails, En dessous se trouve Crapule qui allume des feux d'artifice dont vous devrez prendre soin d'éviter et récupérer les bonus apparaissant au cours des explosions, tout en évitant également les chariots vous fonçant dessus.
- niveau 6 : Escape from Pleasure Island

Pinocchio doit s'échapper de l'île aux plaisirs dans un niveau de plate-forme classique. À son terme, vous serez confronté au Cocher que vous devrez faire tomber de la falaise.
- niveau 7 : The Search for Monstro

Dans ce niveau aquatique, vous devrez parcourir les lieux à la recherche de la baleine.
- niveau 8 : Fish

Ici, accrochez-vous de poisson en poisson afin de vous faire porter et tentez plus que possible d'échapper à la baleine.
- niveau 9 : Inside Monstro

À l'intérieur de la baleine, vous devrez récupérer des bouts de bois en détruisant des caisses, puis allumer un feu grâce à une lanterne et, enfin, rejoindre Gepetto sur le radeau pour vous échapper de cet endroit.
- niveau 10 : Escape from Monstro

Contentez-vous d'éviter les rochers en sautant par-dessus ou en vous baissant et ne vous faites pas avaler par la baleine. Une fois fait, vous avez terminé le jeu.